# Tribunal Constitucional (República Dominicana)
El Tribunal Constitucional (TC), creado por la Constitución dominicana de 2010, es el tribunal supremo de la República Dominicana. Tiene como misión garantizar la supremacía de la Constitución, defender el orden constitucional y proteger los derechos fundamentales (art. 184 de la Constitución).
Para dar cumplimiento a sus atribuciones, conferidas expresamente por la Constitución y la Ley Orgánica del Tribunal Constitucional y los Procedimientos Constitucionales, núm. 137-11, el Tribunal Constitucional dicta decisiones que son definitivas e irrevocables, y que, al mismo tiempo, constituyen precedentes vinculantes para los poderes públicos y todos los órganos del Estado. El TC es autónomo e independiente de los demás poderes órganos del Estado y está investido de autonomía administrativa y presupuestaria.
El TC tiene su sede en el municipio de Santo Domingo Oeste, provincia de Santo Domingo, frente a la Plaza de la Bandera, pero puede sesionar en cualquier otro lugar de la República Dominicana.

## Integración
El Tribunal Constitucional está integrado por trece jueces, elegidos por el Consejo Nacional de la Magistratura por un único período de nueve años y renovados  de manera gradual cada tres años (art. 187). Las decisiones del TC deben adoptarse con una mayoría calificada de nueve o más de sus miembros (art. 185). 

### 2011
Los primeros jueces del Tribunal Constitucional, juramentados el 7 de diciembre de 2011, fueron los siguientes:
- Milton Leonidas Ray Guevara, juez presidente (12 años);
- Leyda Margarita Piña Medrano, jueza primera sustituta (6 años);
- Lino Vásquez Sámuel, juez segundo sustituto (12 años);
- Hermógenes Acosta de los Santos, juez (9 años);
- Ana Isabel Bonilla, jueza (9 años);
- Justo Pedro Castellanos Khoury, juez (12 años);
- Víctor Joaquín Castellanos Pizano, juez (12 años);
- Jottin Cury David, juez (6 años);
- Rafael Díaz Filpo, juez (12 años);
- Wilson Gómez, juez (9 años);
- Víctor Gómez Bergés, juez (6 años);
- Katia Miguelina Jiménez Martínez, jueza (9 años);
- Idelfonso Reyes, juez (6 años).

### 2018
El 11 de diciembre de 2018, los jueces Leyda Piña, Jottin Cury, Víctor Gómez e Idelfonso Reyes fueron sustituidos por los magistrados siguientes. En esa misma fecha, el juez Rafael Díaz fue juramentado como primer sustituto del presidente.
- José Alejandro Ayuso (9 años);
- Alba Luisa Beard Marcos (9 años);
- Domingo Antonio Gil (9 años);
- Miguel Valera (9 años).

## Composición 2019
| Orden           | Nombre                            | Nombrado por                        | Ingreso                 | Universidad | Retiro |
| --------------- | --------------------------------- | ----------------------------------- | ----------------------- | ----------- | ------ |
| Juez Presidente | Milton L. Ray Guevara             | Consejo Nacional de la Magistratura | 22 de diciembre de 2011 | PUCMM       | 2023   |
| Jueza           | Alba Luisa Beard Marcos           | Consejo Nacional de la Magistratura | 11 de diciembre de 2018 | PUCMM       | 2027   |
| Juez            | Domingo Antonio Gil               | Consejo Nacional de la Magistratura | 11 de diciembre de 2018 | PUCMM       | 2027   |
| Juez            | Miguel Aníbal Valera Montero      | Consejo Nacional de la Magistratura | 11 de diciembre de 2018 | PUCMM       | 2027   |
| Juez            | José Alejandro Ayuso              | Consejo Nacional de la Magistratura | 11 de diciembre de 2018 | UNPHU       | 2027   |
| Juez            | Lino Vásquez Samuel               | Consejo Nacional de la Magistratura | 22 de diciembre de 2011 | O&M         | 2023   |
| Juez            | Hermógenes Acosta de los Santos   | Consejo Nacional de la Magistratura | 22 de diciembre de 2011 | UASD        | 2020   |
| Jueza           | Ana Isabel Bonilla Hernández      | Consejo Nacional de la Magistratura | 22 de diciembre de 2011 | UASD        | 2020   |
| Juez            | Justo Pedro Castellanos Khoury    | Consejo Nacional de la Magistratura | 22 de diciembre de 2011 | UNPHU       | 2023   |
| Juez            | Victor Joaquín Castellanos Pizano | Consejo Nacional de la Magistratura | 22 de diciembre de 2011 | PUCMM       | 2023   |
| Juez            | Rafael Díaz Filpo                 | Consejo Nacional de la Magistratura | 22 de diciembre de 2011 | UCDEP       | 2023   |
| Juez            | Wilson S. Gómez Ramírez           | Consejo Nacional de la Magistratura | 22 de diciembre de 2011 | UASD        | 2020   |
| Jueza           | Katia Miguelina Jiménez Martínez  | Consejo Nacional de la Magistratura | 22 de diciembre de 2011 | UNIBE       | 2020   |

## Composición Actual (2021)
- Milton L. Ray Guevara, Juez Presidente
- Rafael Díaz Filpo, Juez Primer Sustituto
- Lino Vásquez Sámuel, Juez Segundo Sustituto
- Víctor Joaquín Castellanos Pizano, Juez
- José Alejandro Ayuso, Juez
- Alba Luisa Beard Marcos, Jueza
- Manuel Ulises Bonnelly Vega, Juez
- Justo Pedro Castellanos Khoury, Juez
- Domingo Antonio Gil, Juez
- María del Carmen Santana de Cabrera, Jueza
- Miguel Aníbal Valera Montero, Juez
- José Alejandro Vargas Guerrero, Juez
- Eunisis Vásquez Acosta, Jueza

## Designación
Los jueces del Tribunal Constitucional son designados por el Consejo Nacional de la Magistratura.

## Competencia material
El Tribunal Constitucional tiene competencia para conocer en única instancia:
1. De las acciones directas de inconstitucionalidad contra las leyes, decretos, reglamentos, resoluciones y ordenanzas, a instancia del Presidente de la República, de una tercera parte de los miembros del Senado o de la Cámara de Diputados y de cualquier persona con interés legítimo y jurídicamente protegido
2. Del control preventivo de los tratados internacionales antes de su ratificación por el órgano legislativo
3. De los conflictos de competencia entre los poderes públicos, a instancia de uno de sus titulares
4. De conocer los recursos de revisión que se interpongan contra las decisiones jurisdiccionales que hayan adquirido la autoridad de la cosa irrevocablemente juzgada con posterioridad al 26 de enero de 2010 y en los casos previstos por la Ley 137-11;
5. De conocer los recursos de revisión que se interpongan en relación con sentencias dictadas en materia de amparo.

## Misión
Garantizar la supremacía de la Constitución, la defensa del orden Constitucional, el respeto a la dignidad humana y la protección efectiva de los derechos fundamentales para consolidar el Estado Social y Democrático de Derecho. 

## Visión
Ser un órgano al servicio de la sociedad, de reconocida legitimidad nacional e internacional, cuya labor contribuya a generar una cultura de respeto a la constitución y a incidir en el comportamiento democrático de los poderes y de las instituciones públicas.

## Valores
- Justicia, Eficacia, Compromiso social, Transparencia, Integridad, Innovación, Independencia.